# Lucien Roland Roy
Lucien Roland Roy (ur. 17 lutego 1924 w Quebecu, zm. 28 grudnia 2015 w Needham, Massachusetts) – kanadyjski matematyk. Do 1998 profesor na Villanova University, gdzie przeszedł na emeryturę.